# Kanton Bréhal
Der Kanton Bréhal ist seit 1790 ein französischer Wahlkreis im Arrondissement Avranches, im Département Manche und in der Region Normandie; sein Hauptort ist Bréhal.

## Gemeinden
Der Kanton besteht aus 27 Gemeinden mit insgesamt 20.911 Einwohnern (Stand: 1. Januar 2022) auf einer Gesamtfläche von 241,45 km²:
| Gemeinde                   | Einwohner 1. Januar 2022 | Fläche km² | Dichte Einw./km² | Code INSEE | Postleitzahl |
| -------------------------- | ------------------------ | ---------- | ---------------- | ---------- | ------------ |
| Anctoville-sur-Boscq       | 438                      | 2,15       | 204              | 50008      | 50400        |
| Beauchamps                 | 438                      | 4,10       | 107              | 50038      | 50320        |
| Bréhal                     | 3.480                    | 12,71      | 274              | 50076      | 50290        |
| Bréville-sur-Mer           | 785                      | 6,86       | 114              | 50081      | 50290        |
| Bricqueville-sur-Mer       | 1.263                    | 12,88      | 98               | 50085      | 50290        |
| Cérences                   | 1.806                    | 26,04      | 69               | 50109      | 50510        |
| Chanteloup                 | 393                      | 4,17       | 94               | 50120      | 50510        |
| Coudeville-sur-Mer         | 873                      | 8,70       | 100              | 50143      | 50290        |
| Équilly                    | 194                      | 5,65       | 34               | 50174      | 50320        |
| Folligny                   | 1.109                    | 11,80      | 94               | 50188      | 50320        |
| Hocquigny                  | 194                      | 3,05       | 64               | 50247      | 50320        |
| Hudimesnil                 | 926                      | 18,68      | 50               | 50252      | 50510        |
| La Haye-Pesnel             | 1.261                    | 6,29       | 200              | 50237      | 50320        |
| La Lucerne-d’Outremer      | 847                      | 14,48      | 58               | 50281      | 50320        |
| La Meurdraquière           | 195                      | 7,60       | 26               | 50327      | 50510        |
| La Mouche                  | 246                      | 4,43       | 56               | 50361      | 50320        |
| Le Grippon                 | 390                      | 9,81       | 40               | 50115      | 50320        |
| Le Loreur                  | 262                      | 3,23       | 81               | 50278      | 50510        |
| Le Luot                    | 285                      | 8,50       | 34               | 50282      | 50870        |
| Le Mesnil-Aubert           | 195                      | 5,96       | 33               | 50304      | 50510        |
| Longueville                | 612                      | 4,07       | 150              | 50277      | 50290        |
| Muneville-sur-Mer          | 494                      | 7,42       | 67               | 50365      | 50290        |
| Saint-Aubin-des-Préaux     | 475                      | 8,24       | 58               | 50447      | 50380        |
| Saint-Jean-des-Champs      | 1.521                    | 19,40      | 78               | 50493      | 50320        |
| Saint-Planchers            | 1.451                    | 11,96      | 121              | 50541      | 50400        |
| Saint-Sauveur-la-Pommeraye | 401                      | 5,27       | 76               | 50549      | 50510        |
| Subligny                   | 377                      | 8,00       | 47               | 50584      | 50870        |
| Kanton Bréhal              | 20.911                   | 241,45     | 87               | 5003       | –            |

Bis zur Neuordnung bestand der Kanton Bréhal aus den 14 Gemeinden Anctoville-sur-Boscq, Bréhal, Bréville-sur-Mer, Bricqueville-sur-Mer, Cérences, Chanteloup, Coudeville-sur-Mer, Hudimesnil, Longueville, Le Loreur, Le Mesnil-Aubert, La Meurdraquière, Muneville-sur-Mer und Saint-Sauveur-la-Pommeraye. Sein Zuschnitt entsprach einer Fläche von 125,74 km2.

## Veränderungen im Gemeindebestand seit 2016
2016: 
- Fusion Champcervon und Les Chambres → Le Grippon
- Fusion Braffais (Kanton Isigny-le-Buat), Plomb (Kanton Avranches) und Sainte-Pience → Le Parc
- Fusion Angey (Kanton Avranches), Champcey (Kanton Avranches), La Rochelle-Normande, Montviron (Kanton Avranches) und Sartilly (Kanton Avranches) → Sartilly-Baie-Bocage